# L.A. Woman (пісня)
 L.A. Woman  (укр. Жінка з Лос-Анджелесу) — це пісня каліфорнійського гурту «The Doors». 
Вона є п'ятою композицією, на однойменному альбомі «L.A. Woman», якому судилося стати останнім студійником «Doors» записаним з Джимом Моррісоном.

## Історія
Композиція була записана протягом кінця грудня 1970, та першими числами січня 1971-го року. Моррісон записав свою вокальну партію у ванній кімнаті, яка була обрана через природну реверберацію приміщення. Марк Бенно виконав партії ритм-гітари, а Джеррі Шефф зіграв на басу.
Навесні 1971, «The Doors» представили своєму продюсеру Полу Ротшильду, демо-записи нових пісень. Полу не сподобався новий матеріал. Серед них була Жінка з Лос-Анджелесу, яка згодом дала назву всій платівці.

## Текст пісні
«L.A. Woman» була відчайдушним салютом Джима Лос-Анджелесу, місту, яке здавалося Джиму тоді хворим і огидним. «Ти — удачлива юна леді в Місті Світла? Чи всього лише ще один втрачений ангел — у Місті Ночі». Лос-Анджелес був для Джима «містом ночі» (він узяв цю фразу з роману Джона Речі) і в іншій строфі він це описав: «Рухаючись твоїми вільними вулицями / Мандруючи опівнічними алеями / Поліцейські в машинах, бари з танцівницями топлес / Ніколи не помічаєш жінку — / таку самотню, таку самотню …» За цим слідувала страшніша думка: «Мотель гроші вбивство безумство / Змінімо настрій із радісного на смуток». У наступній строфі він звертався сам до себе з анаграмою слів «Джим Моррісон» («Jim Morrison»): «Mr. Mojo Risin'».
Окрім неї, на альбомі, автобіографічні посилання має останній трек платівки — «Riders on the Storm». Однак він більш мелодійний, джазовий та зіграний у спокійному темпі.

## Над записом працювали
The Doors
- Джим Моррісон - вокал
- Роббі Крігер - лід-гітара
- Рей Манзарек - клавішні
- Джон Денсмор - барабани

Запрошені музиканти
- Марк Бенно - ритм-гітара
- Джеррі Шефф - бас-гітара

## Додаткові факти
- У 1985 році, через 14 років після смерті Джима Моррісона, Рей Манзарек створив кліп на цю пісню. Він був у ротації на каналі MTV і потрапив до документального фільму Dance on Fire.
- 4 серпня 2010-го року, на аукціоні в графстві Беркшир, Велика Британія, за £ 13000, був проданий чорновик з текстом  L.A. Woman  написаним Моррісоном - жовтий папірець лінійованого паперу формату А4.[1]

## Кавери
Своїми кавер-версіями  L.A. Woman  відмітилися такі виконавці як Jane's Addiction, Біллі Айдол, Particle, Leningrad Cowboys. Також англійський ді-джей та продюсер Пол Окенфолд - зробив свій ремікс пісні.

## Виноски
1. ↑  "Paul Fraser Collectibles" <http://www.paulfrasercollectibles.com/section.asp?catid=26&docid=4068 [Архівовано 18 березня 2012 у Wayback Machine.]>